# Acupuncture
L’acupuncture, ou acuponcture, (du latin médical du XVIIe siècle « acupunctura » formé de acus, « aiguille », et punctura, « piqûre ») est une pseudo-médecine dont les origines historiques sont liées à la tradition médicale chinoise. L'acupuncture ne s'est pas construite sur le savoir scientifique et ses fondements sont donc considérés comme relevant de la pseudo-science,. Les travaux de chercheurs tendent à montrer que l’acupuncture n’a pas d’efficacité dépassant celle de l'effet placebo.
L'acupuncture consiste en une stimulation de zones précises de l'épiderme : les « points d’acupuncture ». Les techniques de stimulation des points d’acupuncture sont effectuées avec des moyens divers : des aiguilles le plus souvent, mais aussi d'autres moyens physiques (mécaniques, électriques, magnétiques, thermiques, lumineux) ou physico-chimiques, voire d'autres méthodes alternatives dangereuses (apipuncture, apithérapie avec des piqûres d'abeille).
Le risque d'iatrogénie existe, notamment par la transmission d'agents pathogènes si les conditions d'asepsie sont insuffisantes. L'utilisation de l'acupuncture a été critiquée sur le plan éthique lorsqu'elle se fait au détriment de traitements efficaces.
La pratique de l'acupuncture est attestée depuis plusieurs millénaires en Asie (en particulier en Inde, en Chine, en Corée et au Japon), même si son succès a beaucoup fluctué avec le temps. Du fait de ses racines historiques, géographiques et culturelles et de ses conditions d’implantation en Occident, l’acupuncture n'intéresse pas seulement la médecine mais aussi l'anthropologie, l'histoire des sciences, l'épistémologie et la sociologie, et ce depuis son introduction en Europe au XVIIe siècle. L'UNESCO l'a inscrite au patrimoine culturel immatériel de l'humanité le 16 novembre 2010.

## Étymologie
Le terme chinois usuel 针灸 (zhēnjiǔ) désigne à la fois l’acupuncture et la moxibustion.
Le terme du latin médical « acupunctura » a été forgé au XVIIe siècle par le médecin hollandais Willem Ten Rhyne. Il est formé de acus, « aiguille », et punctura, « piqûre ».
La première référence européenne à l'« acupunctura » se trouve dans un traité européen sur la médecine chinoise écrit par un missionnaire français à la cour impériale de Pékin : Les secrets de la médecine des chinois consistant en la parfaite connaissance du pouls et envoyé de la Chine par un français, homme de grand mérite, publié à Grenoble en 1671 (Phillipe Charvys). L'auteur en est, peut-être, le missionnaire Jésuite Philippe Couplet.

## Histoire

### Antiquité non chinoise
En Inde, l’utilisation de l’acupuncture est mentionnée il y a environ 5 000 ans dans l’Ayurveda (traité de médecine ayurvédique) et elle reste utilisée de nos jours en médecine traditionnelle indienne.
Plus d’un millénaire avant la Chine, on trouve en Égypte antique une description de conduits parcourant le corps et transportant divers fluides (sang, eau, air, mucus…). Les ruptures d’équilibre entre ces fluides étaient supposées être la cause de maladies.
Aux alentours de 1534 av. J.-C., le papyrus Ebers (Eber 854a), visible au British Museum, donne une représentation de canaux (appelés metu) dans lesquels circulent divers fluides : « Il y a quatre vaisseaux dans les narines, deux donnent du mucus, deux donnent du sang. (…) Il y a quatre vaisseaux pour le foie ; ce sont eux qui donnent l’humeur et l’air, qui ensuite causent toutes les maladies qui surviennent en lui par la surcharge de sang. »
Par ailleurs, une équipe scientifique de l’Université de Graz a découvert que Ötzi, l’être humain congelé et déshydraté découvert dans un glacier à la frontière entre l’Italie et l’Autriche, arborait des tatouages en forme de traits se rapprochant des points d’acupuncture. Neuf tatouages ont pu être reconnus et identifiés comme des points d’acupuncture,. Cette découverte est toutefois soumise à controverse : comme le fait remarquer L. Renaut, « la pratique actuelle recense 670 points répartis symétriquement sur tout le corps humain, le long de 12 méridiens (ou canaux) bilatéraux et de deux méridiens axiaux. La surface du corps humain étant littéralement constellée de points d’insertion, on peut estimer comme dépourvu de toute espèce de signification statistique le fait que les tatouages d’Ötzi, longilignes et assez étendus, coïncident de temps à autre avec certains de ces points. »

### Premières traces de l'acupuncture chinoise

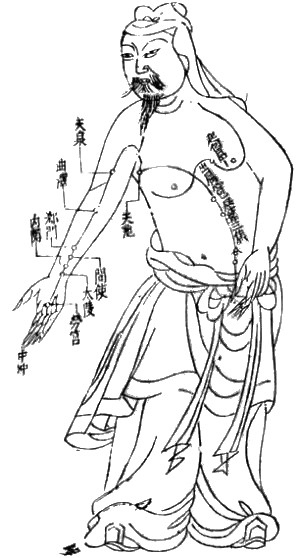
Acupuncture : points et méridiens selon un dessin de l’époque de la dynastie Ming.

Les Chinois ont l’habitude de considérer que la valeur d’une pratique culturelle se juge à son ancienneté. Se placer sous l’autorité d’un maître ancien, fût-il mythique, ou d’une tradition de plus de 5 000 ans, est le garant du sérieux et de la respectabilité de la démarche. « Sans fouler de traces, on ne saurait parvenir jusque dans la pièce », dit le Confucius (Entretiens XI, 19). Ce penseur chinois revendique donc ouvertement une tutelle et fuit tout ce qui pourrait ressembler à l’autonomie de pensée.
Le désir d’inscrire l’acupuncture dans une filiation très ancienne a fait considérer que l’existence d’instruments affûtés à l’âge de pierre ou d’aiguilles d’os ou de bambou sous les Zhou (1045-256 av. J.-C.) sont des preuves de l’ancienneté de cette pratique même si ces aiguilles ne servaient qu’à tenir les cheveux ou à drainer le pus des abcès,,.
La découverte en 1973 de quatorze documents médicaux dans une tombe nouvellement fouillée à Mawangdui (马王堆 / 馬王堆) dans le Hunan a permis de complètement revoir l’histoire de la médecine chinoise. Les spécialistes,, de ces textes établissent la chronologie suivante :

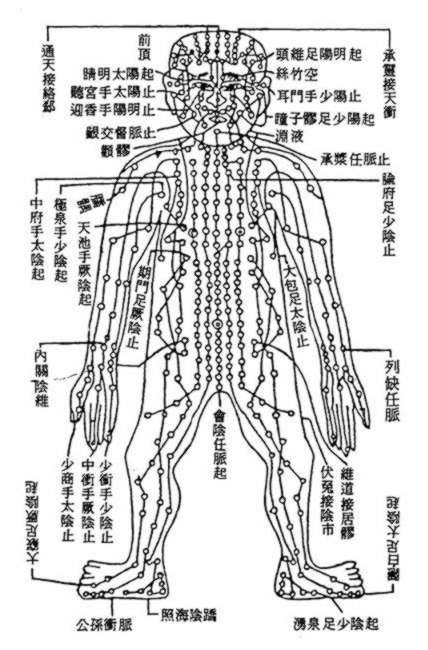
Tracé des méridiens reliant les points d'acupuncture. Somme d'acupuncture et de moxibustion (针灸大成), dynastie Ming.

- Tracé des méridiens reliant les points d'acupuncture. Somme d'acupuncture et de moxibustion (针灸大成), dynastie Ming.en 168 avant notre ère, époque de fermeture de la tombe de Mawangdui, aucune technique d’acupuncture n’était connue. Les textes de ces tombes montrent clairement que les traits typiques de la thérapeutique chinoise n’étaient pas encore établis sous les Qin (221-206 av. J.-C.) et le début des Han. En effet, s’ils décrivent les trajets des conduits à la surface de la peau et l’usage de la moxibustion, ils ne mentionnent jamais l’usage d’aiguilles d’acupuncture ;
- la première référence à l’acupuncture clairement datée se trouve dans les Mémoires historiques (le Shiji) de Sima Qian (145-87 av. J.-C.) compilées en 90 av. J.-C. Dans cet ouvrage, l’auteur décrit un médecin du nom de Chunyu Yi (216-150 av. J.-C.) accusé de mauvaise pratique thérapeutique pour avoir implanté des aiguilles sur des patients. Dans deux procès, en 167 et 154 av. J.-C., le médecin se voit obligé de démontrer l’intérêt thérapeutique de l’acupuncture à une époque où cette technique devait tout juste commencer à se répandre. On pourrait donc dater la naissance de l’acupuncture au milieu du IIe siècle avant notre ère. Elle s’imposera ensuite peu à peu comme la thérapeutique dominante de la médecine des correspondances systématiques ;
- le Huangdi Nei Jing (皇帝内经 / 皇帝內經), l’ouvrage de référence sur l’acupuncture, les massages, la gymnastique et les drogues thérapeutiques, est donc en partie postérieur. Les textes sont hétérogènes, certaines parties pouvant dater de la fin des Royaumes combattants (500- 220 av. J.-C.) et d’autres du Ier siècle avant notre ère. De toute manière, il n’en existe pas de copie de l’époque Han et toutes les versions qui nous sont parvenues ont subi de nombreuses révisions au cours des siècles ;
- le Nanjing (难经 / 難經), « le Classique des difficultés », unifie les points de vue disparates et parfois incohérents du Huangdi Nei Jing. L’ouvrage, composé entre le Ier et le IIIe siècle, expose méthodiquement le système conceptuel des correspondances systématiques sur lequel repose depuis environ deux millénaires la médecine traditionnelle chinoise.

### Arrivée en Europe

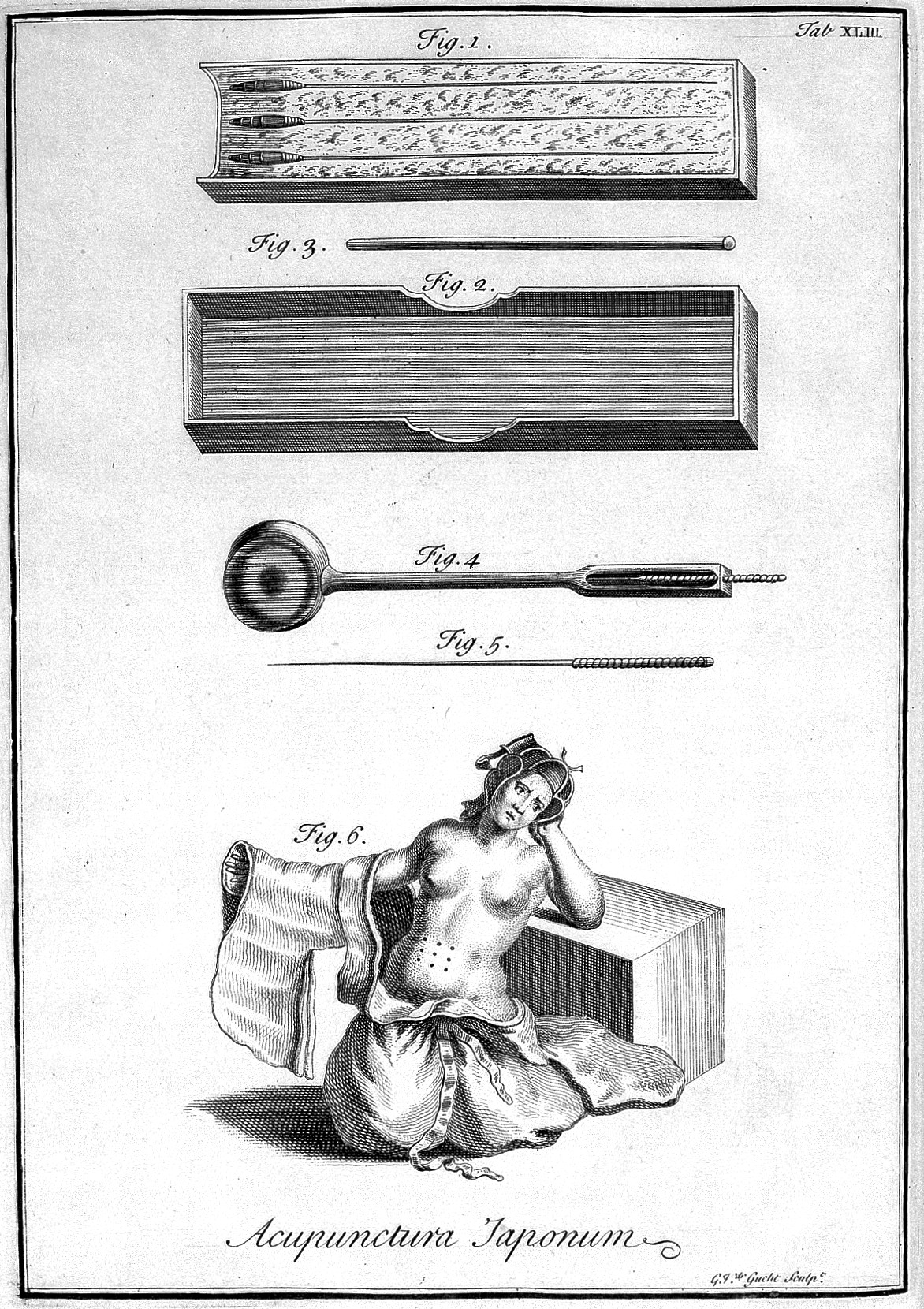
Acupuntura Japonum : planche d'équipement et points d'acupuncture, E. Kaempfer, av. 1716.

L'acupuncture aurait été introduite en Europe au XVIIe siècle par Willem ten Rhijne, médecin hollandais de la Compagnie des Indes (1679) qui l'aurait découverte à Nagasaki au Japon où il séjourna pendant deux ans, ainsi que par Kæmpfer. Un siècle plus tard, Dujardin et Vicq d'Azyr relatent le procédé dans leurs ouvrages respectifs. Cependant, il semble que ce soit Louis Berlioz, le père du compositeur, qui, le premier, en ait tenté la pratique en France (1810), imité ensuite, malgré un certain scepticisme, par de nombreux médecins, dont Laennec. Par la suite, un réseau se crée entre acupuncteurs parisiens (Saint-Louis, l’Hôtel-Dieu, la Pitié et la Charité). Ainsi, on commence à débattre sur la pratique. À partir de 1853, le consul Dabry et les docteurs Frederik Liubenstein et Jules Cloquet participent à sa diffusion en Europe, mais ce n'est vraiment qu'à partir de 1927 qu'elle devient populaire grâce aux travaux du sinologue George Soulié de Morant qui étudia l'acupuncture durant son long séjour dans l'Empire du Milieu, et publia lors de son retour en France un imposant traité.
La France est l'un des premiers pays à avoir établi des consultations hospitalières d'acupuncture (1932, Paul Ferreyrolles à l'hôpital Bichat), à inscrire l'acupuncture dans la nomenclature des actes médicaux et à assurer son remboursement par la sécurité sociale (1948), à organiser dans les facultés de médecine un enseignement d'acupuncture sous la forme d'un diplôme inter-universitaire (1987) et d’une capacité de médecine (2007). Toutefois, l'acupuncture en France est strictement réservée aux médecins et n'est pas considérée comme une spécialité mais comme une « orientation », qu'il est loisible de déclarer, sans aucun contrôle.
Aux États-Unis, l'acuponcture est célèbre surtout depuis un reportage sensationnaliste du New York Times en juillet 1971, reprenant le récit d'une délégation médicale américaine invitée en Chine pour observer les miracles de la médecine maoïste, témoins d'opérations à cœur ouvert sans anesthésie en réalité complètement truquées par le pouvoir communiste.

### Époque moderne en Asie
L'acupuncture tombe en désuétude pendant l'âge classique en Chine face aux progrès d'autres méthodes, et elle est même supprimée du programme du Collège médical impérial au XIXe siècle.
Après la Révolution, Mao Zedong, d'abord opposé à cette méthode — à cause de ses fondements taoïstes incompatibles avec l'idéologie marxiste —, finit par la réhabiliter, face à la pénurie de médecins, et en fait une pratique patriotique.
De nos jours, l'acupuncture occupe en Chine une large place dans la médecine pour un vaste éventail de pathologies, notamment dans les hôpitaux dont certains se sont vus transformés en hauts lieux touristiques. De colossales expériences ont été entreprises, pas toujours en accord avec les principes traditionnels orthodoxes, aboutissant à la multiplication des points situés hors méridiens, et à l'avènement de nouvelles techniques telles que l'analgésie par acupuncture.
Taïwan, où ont pu trouver refuge ceux des maîtres acupuncteurs qui ont échappé aux purges de Mao lors de son arrivée au pouvoir, reste un des hauts lieux de l'acupuncture traditionnelle[réf. souhaitée].

## Théorie traditionnelle

### Les bases théoriques

#### Les cinq éléments
Les cinq éléments wu xing désignent le bois, le feu, la terre, le métal et l'eau. Selon le Shuowen Jiezi dictionnaire de la dynastie Han, les cinq éléments wu xing sont l'expression de la transformation dynamique yin et yang sur la Terre.
Ces cinq éléments ou cinq mouvements wu xing sont en étroite relation avec les six énergies climatiques, les organes et viscère, méridien.

#### Les organes et viscères

##### Les relations psychoviscérales (BenShen)

Les cinq éléments chinois et leurs relations

Les benshen sont en étroite relation avec les cinq éléments et organes : bois - foie (hun) ; feu - cœur (shen) ; terre - rate (yi) ; métal - poumon (po) ; eau -rein (zhi).
Ces cinq entités représentent des phases fondamentales du shen (l'esprit) :
- le shen est l'ensemble des activités mentales qui résident au cœur[27]. Shen désigne aussi les activités mentales spécifiques du cœur. Ce concept réfère entre autres à la conscience, la mémoire, la pensée et le sommeil ;
- Po est l'équivalent yin du hun. En français, on s'y réfère sous le nom d'âme corporelle. Le po met en place les bases matérielles nécessaires à la vie, particulièrement durant la grossesse, où une partie du po de la mère est « transférée » à son enfant. Ce concept réfère entre autres choses aux sentiments, aux sensations, à l'instinct, à la respiration ;
- Hun est l'équivalent yang du po. En français, on s'y réfère sous le nom d'âme éthérée. Le hun survit au corps à la mort et retourne alors à l'état d'énergie subtile et immatérielle. On l'attribue entre autres à la faculté de donner un sens à sa vie, à la capacité de prendre des décisions en accord avec son « moi » profond ;
- Yi pourrait être traduit par « la pensée ». C'est elle qui code et décode ce que nous assimilons au cours de notre vie. Le yi est particulièrement sollicité lors d'études, d'efforts de concentration ou de mémorisation[27] ;
- le zhi pourrait être traduit par « la volonté ». Il permet la persévérance, la motivation. Le zhi permet à un engagement, à une action, de perdurer. Il permet en outre d'utiliser le langage de yi, et de l'appliquer à la vie quotidienne.

#### Les six énergies climatiques
Les six énergies climatiques désignent le vent, la chaleur, la tiédeur, la sécheresse, le froid et l'humidité. Selon le Shuowen Jiezi dictionnaire de la dynastie Han, les six énergies sont l'expression de la transformation dynamique Yin et Yang dans le Ciel.
Elles sont : Taé Yang (Tai Yang), Chao Yang (Shao Yang), Yang Ming, Taé Yin (Tai Yin), Chao Yin (Shao Yin), Tsiué Yin (Jue Yin).
Elles correspondent à un climat particulier.

#### Les points
Les méridiens principaux sont parsemés de points qui sont autant de zones stratégiques. Ces points n'ont pas en eux de vertu thérapeutique spécifique. C'est-à-dire qu'il n'y a pas un point du sommeil, un point de l'angine, de la douleur dentaire ou de la colique abdominale. Les points permettent d'influer sur le cours des énergies.
Un point se situe sur une zone anatomique bien déterminée. La sensation de l'insertion de l'aiguille dans la peau est une sensation très furtive et qui peut être indolore ou plus ou moins douloureuse, selon le point, la rapidité de l'insertion, le diamètre de l'aiguille et la sensibilité du patient.
"(…) On peut ensuite localiser le lieu de puncture avec la main libre avec deux doigts de part et d'autre du point à piquer (…) Cette façon de procéder assure l'atténuation de la sensation de piqûre." Dr Chen You Fa - Collège d'Acupuncture de Paris.
"La main gauche est lourde et appuie pour disperser l'énergie, la droite est légère et fait pénétrer lentement ; telle est la façon de ne point faire mal." Biao You Fu - Marks of profound prose poem.
Traditionnellement, on compte environ 360 points répartis sur les méridiens qui parcourent toute la surface du corps. Cependant, d'autres points ont par la suite été identifiés et, selon le modèle utilisé, on peut trouver plus de 2 000 points.
Les points sont considérés comme portes d'entrées et/ou sorties des énergies à travers le corps.

## Évaluation scientifique
L'acupuncture est un sujet de recherche médicale très actif : 23 000 publications dont 3 200 essais contrôlés aléatoires, 700 revues systématiques et 180 méta-analyses sont indexées en 2015 dans la base biomédicale de référence PubMed. Cependant, la majorité des études scientifiquement valides n'ont pas démontré une efficacité de l'acupuncture supérieure à l'effet placebo,,,,,. Il est aussi à noter que de nombreuses études ou revues sur le sujet (notamment asiatiques) sont biaisées, et qu'il est donc recommandé d'être vigilant comme pour la médecine factuelle sur la valeur scientifique des « preuves ».

### Effets physiologiques

#### Mise en évidence des méridiens
Aucune étude reconnue internationalement par la communauté scientifique n'a pu apporter d'élément qui étayerait de façon satisfaisante la thèse de l'existence des méridiens.
- en novembre 1985, une mystification a été mise en œuvre afin de démontrer un effet de l'acupuncture : les docteurs Darras, Albarède et de Vernejoul ont prétendu avoir visualisé un méridien grâce à un isotope radioactif[33]. La publication de leur découverte a coïncidé avec la sortie d'un livre de vulgarisation sur l'acupuncture par les mêmes auteurs. Le magazine Science et Vie fut un des seuls journaux grand public de l'époque à critiquer la méthode[34]. Les conclusions ont été contredites en 1988 par le professeur Lazorthes[35], qui a reproduit la même expérience en suivant un protocole rigoureux et qui a démontré que la migration du marqueur suivait un trajet veineux : les conclusions de 1985 sur l'existence de méridiens étaient donc erronées[36] ;

- en 2005, en Allemagne, Klaus-Peter Schlebusch et. al.[37] réalisent une étude utilisant la thermographie dermique et montrent que l'application d'une source de chaleur sur les points d'acupuncture se traduit par une diffusion spécifique privilégiée sur des trajets correspondant aux trajets traditionnels des méridiens. En juin 2005, toujours en Allemagne, une autre étude[38] contredit ces conclusions, et indique que la thermographie dermique ne permet pas de mettre en évidence la structure traditionnelle des méridiens. Les auteurs indiquent par ailleurs que les structures observées par Klaus-Peter Schlebusch et son équipe sont dues à des artefacts de l’outillage utilisé. Les auteurs indiquent néanmoins la nécessité d’autres études pour confirmer ou infirmer ces résultats ;

- depuis une première étude en 1975, de nombreuses méta-analyses ont prouvé que des piqûres en dehors des méridiens entraînaient des effets tout à fait similaires à une séance d'acupuncture « conforme »[23].

#### Hypothèses neuro-hormonales du mode d'action de l'acupuncture
Comme l'efficacité thérapeutique de l'acupuncture n'a pas été mise en évidence, les hypothèses neuro-hormonales du mode d'action de l'acupuncture sont, de fait, minoritaires dans la littérature scientifique.
- de 1977 à 2001, des études suggèrent que l'action analgésique de l'acupuncture est liée à la production d'endorphines dans le cerveau. Cet effet peut être mis en évidence en bloquant leur action grâce à une molécule, la naloxone, qui est un antagoniste bloqueur des récepteurs aux morphiniques. Les endorphines ne peuvent donc plus se fixer sur les récepteurs. Quand la naloxone est administrée à un patient sous acupuncture, l'effet analgésique est aussi supprimé[39],[40],[41],[42], ce qui indique que l'effet analgésique de l'acupuncture serait peut-être causé par une stimulation de la production d'endorphines, ou d'une action sur les transporteurs de ces dernières ;

- en 1978, une étude réalisée sur des singes en enregistrant l'activité neuronale de leur thalamus a montré que l'effet analgésique de l'acupuncture durait plus d'une heure[43] ;
- en 1993, des effets sur des inflammations localisées et l'ischémie ont été constatés[44] ;
- des études suggèrent en 2005 et 2006 que les sites d'action de l'analgésie provoquée par l'acupuncture incluent le thalamus, grâce à l'utilisation de l'IRMf (Imagerie par résonance magnétique fonctionnelle)[45] et la TEP (tomographie par émission de positons)[46], des techniques d'imagerie cérébrale[47], et l'observation de l'activité du cortex cérébral qui montrent une action inhibitrice du stimulus lié à l'acupuncture[48] ;
- en 2007, on a constaté que l'acupuncture augmentait les taux de monoxyde d'azote dans les régions traitées, provoquant un accroissement local de la circulation sanguine[49],[50] ;
- en 2010, on mesure chez la souris une forte teneur en adénosine dans la zone piquée par une aiguille, qui coïncide avec une diminution importante de la souffrance pour deux tiers des souris traitées[51]. Des séances d'acupuncture de trente minutes sur des souris ont multiplié leur taux d'adénosine par vingt-quatre ;
- en 2010, l'imagerie par résonance magnétique fonctionnelle a mis en évidence une différence neurophysiologique entre l'effet antalgique d'un placebo et celui de l'acupuncture, chez les sujets utilisés pour l'étude. Le véritable traitement d'acupuncture activait des régions associées à la douleur[52], mais pas le placebo.

### Efficacité clinique
Selon la médecine fondée sur les faits, en raison de la complexité du fonctionnement de l'organisme et des biais humains inhérents à toute expérimentation, l'efficacité d'une méthode thérapeutique ne peut être établie que par des études cliniques, utilisant notamment des méthodes statistiques et la comparaison avec l'effet placebo. Ces études doivent être réalisées en double aveugle. Les études disponibles concernant l'acupuncture sont soit une comparaison acupuncture contre acupuncture simulée, soit une comparaison acupuncture contre traitement conventionnel.[réf. souhaitée]

#### Acupuncture et acupuncture simulée
Une méthode est de comparer l'action de l'acupuncture traditionnelle (sur les méridiens classiques) à celle d'une acupuncture simulée (pour écarter un éventuel effet placebo) où les aiguilles sont placées ailleurs que sur ces mêmes méridiens.
Les études montrent des résultats partagés avec une efficacité parfois comparable des deux techniques, tant dans les migraines que dans les lombalgies chroniques,. De même une étude comparative sur les nausées causées par la radiothérapie anticancéreuse sur une cohorte de 215 personnes montre que les résultats sont identiques entre un groupe réellement soumis à l'acupuncture et un groupe qui croit l'être alors que les aiguilles se rétractent et ne transpercent pas la peau.

#### Acupuncture comparée au traitement conventionnel
Il est possible de comparer l'acupuncture à un traitement conventionnel (mais il ne s'agit alors plus d'une étude aléatoire en double aveugle).
Dans une étude allemande de 2007 portant sur une cohorte de 1 162 patients, l'implantation aléatoire d'aiguilles (sans tenir compte des méridiens traditionnels) améliore significativement l'état du patient par rapport aux traitements conventionnels (amélioration supérieure de 75 %), ce qui permet au professeur Heins Endres, codirecteur allemand de cette étude, de dire que « l'acupuncture pour les lombalgies est extrêmement prometteuse ». Cependant, les effets physiologiques peuvent être dus à un effet physiologique de l'insertion des aiguilles et non à l'acte d'acupuncture lui-même. Quelques médecins se sont toutefois exprimés en faveur de l'acupuncture à l'issue de cette expérience.
Des liens ont également été mis en évidence entre acupuncture et soulagement des troubles de l'érection. Ainsi, lors d'une étude en simple aveugle menée en 2003 plus de 60 % des patients souffrant de troubles de l'érection ont vu la qualité de leurs érections s'améliorer contre 9 % dans le groupe placebo. Néanmoins, des analyses faites sur cette étude ont conclu que le niveau de preuve était encore insuffisant. En particulier, le groupe de patients analysé n'avait que 21 personnes, ce qui rend les résultats statistiquement moins significatifs.

## Risque
L'acupuncture est une technique délicate et, comme pour toute intervention médicale ou paramédicale, tout mauvais usage peut avoir des effets nocifs. C'est le cas par exemple si les aiguilles ne sont pas stériles, inadaptées ou appliquées dans des zones sensibles. Certains praticiens ne recourant pas à la stérilisation (ou utilisant des stérilisations « alternatives ») peuvent transmettre des infections entre les patients, de la même façon qu'avec des aiguilles de seringues si elles étaient utilisées plusieurs fois. En Occident, pour prévenir ce risque, on utilise en général des lots d'aiguilles à usage unique. Au Canada, tous les acupuncteurs sont soumis à une réglementation les obligeant à n'utiliser que des aiguilles à usage unique, ce qui réduit à un taux presque nul tout risque d'infection. Les normes ne sont pas les mêmes dans le monde. En Europe, les directives 93/42/CEE et s. imposent l'usage unique d'aiguilles stérilisées. En France, le Code de la Santé Publique renforce cette obligation pour les médecins.
Il a été décrit des lésions parfois graves en cas de d'application d'aiguilles dans un foramen sternal.
La plus fréquente des complications sévères est le pneumothorax. Il reste cependant rare, mais potentiellement mortel,,. En 2010, une étude a recensé 201 patients victimes de pneumothorax après une séance d’acupuncture entre 1989 et 2009 en Chine, dont quatre cas avaient été mortels.

## Diplômes et formations
En Chine, les zhongyi xueyuan (中医学院 / 中醫學院, « instituts de médecine chinoise » et les zhongyiyao daxue (中医药大学 / 中醫藥大學, « universités de médecine et de pharmacie chinoise ») forment les étudiants aux grades de xueshi (学士 / 學士, au bout de 5 ans), puis, après un concours et trois années supplémentaires sanctionnées par un examen et la soutenance d’un travail de recherche dans une spécialité, au shuoshi (硕士 / 碩士) et, après un nouveau concours suivi de trois autres années d’études et une seconde thèse, au boshi (博士) qui conclut donc onze années d’études universitaires. Ce cursus est indépendant mais analogue en durée et en niveau de diplômes à celui qui existe en médecine occidentale. La Chine a donc deux systèmes parallèles de médecines officielles : médecine chinoise et médecine moderne. Chacun dispose de ses propres facultés, hôpitaux affiliés et instituts de recherche. Les étudiants accèdent à l'une ou l'autre de ces deux filières aussitôt après leurs études secondaires. Il est à noter que l'acupuncture ne constitue qu'une matière au sein de la formation de médecine chinoise et qu'à la différence de ce qui s'est transmis en France, elle ne représente qu'une petite partie de l'enseignement et de la pratique et de la médecine chinoise, la pharmacopée traditionnelle étant la principale branche thérapeutique de cette discipline.

## Exercice de l'acupuncture
En France, l'acupuncture ne peut être exercée légalement que par un docteur en médecine, une sage-femme ou un chirurgien dentiste. La jurisprudence expose les acupuncteurs non-médecins à des condamnations plus ou moins lourdes.
L'Académie de Médecine lui reconnaît un éventuel bénéfice pour plusieurs indications telles que la lombalgie (sans supériorité vis-à-vis de l'exercice physique ou de la manipulation vertébrale) ou cervicalgie chronique (faibles arguments), la migraine (sans preuve vis-à-vis de l'acupuncture simulée) ou céphalée de tension, l’arthrose des membres inférieurs (faible et probablement au moins en partie dû à l'effet placebo), l’épicondylite, aux femmes enceintes éprouvant des douleurs des lombes ou du bassin et lors des douleurs de l’accouchement, et pour prévenir les nausées et vomissements induits par la chimiothérapie anticancéreuse.

## Indication thérapeutique selon l'acupuncture occidentale
Selon l’American Academy of Medical Acupuncture (2004), l'acupuncture peut être considérée comme une thérapie complémentaire pour certaines pathologies.
L'acupuncture pourrait améliorer sensiblement le taux de succès des FIV. Cette efficacité n'est cependant pas retrouvée dans une étude randomisée contrôlée versus placebo.

## Variantes et autres branches de la médecine traditionnelle chinoise
Il existe de multiples variantes plus ou moins récentes de l'acupuncture et plus ou moins éloignées de ses principes, dont la luminopuncture, la microponcture, la manupuncture, la digitopuncture, l'acupuncture infrarouge, la photopuncture, la laserpuncture, la chromopuncture, la colorpuncture et la moxibustion.

### Moxibustion
Le terme chinois usuel 针灸 (zhēnjiǔ) désigne à la fois l’acupuncture et la moxibustion.
Elle fait partie de l'arsenal thérapeutique traditionnel de la médecine chinoise et est enseignée au même titre que l'acupuncture dans les facultés de médecine chinoise en Chine. Il est indiqué dans le cursus de plusieurs écoles de médecines chinoise jumelées aux universités chinoises que l'ordre décroissant dans la puissance de traitement est :
1. pharmacopée (la faculté de Pékin propose une dizaine de cours de pharmacopée pour un seul d'acupuncture/moxibustion)
2. acupuncture et moxibustion (针灸 zhēnjiǔ litt. « piquer et chauffer au moxa »)
3. massage (推拿 tui na litt. « pousser et attraper »)

La moxibustion est une méthode qui utilise le plus souvent pour chauffer les points un cigare d'armoise (à cause de sa lente combustion) appelé « moxa ».
Elle est enseignée en Chine toujours conjointement à l'acupuncture, l'expression consacrée pour définir cette dernière signifiant acupuncture-moxibustion (针灸 zhēnjiǔ).

### Acupression (acupuncture sans aiguille) et Tui-Na
L’acupression dérive de l'acupuncture. Elle est souvent surnommée « acupuncture sans aiguille ». On utilise la pression du doigt, du coude, du pied, etc. selon l'effet désiré sur le point d'acupuncture. Cette pratique est très répandue en Asie.
Le shiatsu, qui en est une branche, est une médecine officielle au Japon.
Le shiatsu est une des 8 approches alternatives désignées, dans la résolution A4-0075/97 du Parlement Européen votée le 29 mai 1997, et reconnue par l'OMS en tant que « médecine non conventionnelle digne d'intérêt ».
L'acupression se pratique sur soi-même (exemple : Do In) ou sur une autre personne. La formation en Asie, universitaire, dure 3 ans. Dans les pays où ce métier n'est pas régulé par l'État, l'acupression peut être pratiquée sans formation particulière.
Le Tui-Na est par contre une branche à part entière de la médecine chinoise, enseignée dans les facultés de médecine chinoise en Chine et partiellement dans les écoles françaises affiliées aux universités chinoises. Elle comprend l'utilisation des points d'acupuncture en massage suivant plusieurs types de stimulation.

### L'acupuncture au laser
Le laser vise à stimuler un point d'acupuncture par la chaleur chez des personnes très jeunes ou sensibles. Ce procédé posséderait plusieurs avantages : peu coûteux, indolore et sans trace avec des effets similaires attendus. Il est utilisé de la même façon que les aiguilles et il en existe plusieurs modèles dont les caractéristiques sont différentes. Sa pratique est dénoncée comme une « version high-tech de cette mise en scène thérapeutique » que constitue l'acupuncture.

### Luminopuncture
La Luminopuncture (ou luminoponcture) est une technique consistant en l’utilisation d’un faisceau infrarouge non laser sur des points précis du corps pour des soins esthétiques et parfois thérapeutiques.

## L'acupuncture dans les médias
En juillet 1971, le Parti Communiste Chinois invite une importante délégation de médecins américains et surtout de journalistes du New York Times à assister à une miraculeuse opération à cœur ouvert sans autre anesthésie que de l'acupuncture - opération en fait complètement truquée, et mise en scène par le Parti, mais qui eut pour effet de populariser l'acupuncture outre-Pacifique et d'éveiller un intérêt américain pour la médecine chinoise jamais démenti.
Par la suite, de nombreux articles de presse grand public et médicale (dont le Journal of the American Medical Association) relayèrent des informations sur l’utilisation de l’acupuncture lors de chirurgies en Chine, et furent par la suite dénoncés pour avoir présenté les faits de manière erronée et repris sans filtre des éléments de propagande politique sans fondement scientifique.
Isidore Rosenfeld vantait encore ce genre d'opération miraculeuse en 1998, mais son témoignage fit l'objet d'une réfutation par un spécialiste en médecine interne.
Ce ne fut pas la seule fois que de telles informations exagérant l'effet de l'acupuncture furent médiatisés. En 2006 la BBC a diffusé au Royaume-Uni dans une émission intitulée « Alternative Medicine, The Evidence » un reportage similaire consacré à une opération chirurgicale à cœur ouvert avec acupuncture. Plusieurs universitaires, médecins et citoyens ont dénoncé la façon dont la BBC avait présenté cette intervention.
Une équipe de recherche a décrypté en 2018 une séquence d'une émission consacrée aux médecines complémentaires, diffusée en mars 2017 à une heure de grande écoute sur une chaine publique de télévision française, France 2. La séquence présentait encore une fois « une opération à cœur ouvert, avec une anesthésie sous acupuncture » pratiquée dans un hôpital chinois. Les auteurs montrent que les informations fournies dans la séquence sont ambiguës et ne permettent pas de se faire un avis éclairé sur l’intérêt de l’acupuncture pour une chirurgie à cœur ouvert. La séquence montre en fait probablement une chirurgie pratiquée avec anesthésie péridurale non avouée, couplée à une sédation intraveineuse légère. L’effet spécifique de l’acupuncture ajoutée au protocole est ici surestimé.